# Onomichi
Onomichi (尾道市, おのみちし in hiragana) è una città giapponese della prefettura di Hiroshima situata sul litorale del mare interno di Seto. Nel 31 ottobre 2008 la città conta 152 293 abitanti, con una densità di 517 ab/km². La superficie della città è di 284,85 km².

## Geografia fisica
In origine, il territorio della città di Onomichi era ristretto a una superficie compresa fra il mare e il monte Senkōji, ma una serie di fusioni amministrative, culminate nel 10 gennaio 2006, che ha permesso l'integrazione delle città di Innoshima e Setoda, hanno esteso il territorio di Onomichi al di là del monte Senkōji. Oggi, Onomichi è uno dei principali punti di comunicazione tra le isole di Shikoku e Honshū grazie all'autostrada Shimanami (しまなみ海道, Shimanami Kaido) che collega le due isole principali tra le città di Onomichi e Imabari. Il suo clima caldo-umido favorisce la coltivazione di molte varietà di agrumi, tra cui i mandarini Satsuma (mikan), e una grande varietà di fauna marina.

## Storia
Onomichi è stata ufficialmente designata come "porto del riso", per pagare un dazio all'imperatore Go-Shirakawa nel 1169. È diventata un prosperoso centro economico nel XIV secolo, in particolare attraverso il commercio con la Cina. La maggior parte dei numerosi templi e jinja (sacrario scintoista) della città sono stati eretti con il patrocinio di ricchi mercanti del tempo. Durante il periodo Edo, le navi Kitamaebune (北前船", le navi che vanno verso il Nord"), che collegavano Osaka e la regione Hokuriku (e più tardi, Hokkaido), hanno avuto notevole influenza sullo sviluppo della regione. Nei primi anni del XX secolo, la città era un luogo popolare per gli scrittori, e la sua reputazione attira ancora oggi molti artisti in cerca di ispirazione.
- 1º aprile 1898, la municipalità di Onomichi è creata, diventando la seconda città della prefettura di Hiroshima.
- 1º aprile 1937, la città di Kurihara e il borgo di Yoshiwa vengono assorbiti da Onomichi.
- 1º luglio 1939, il villaggio Sanba si unisce a Onomichi.
- 27 luglio 1945, il cantiere navale di Hitachi viene distrutto da un bombardamento alleato.
- 1º aprile 1951, il villaggio di Fukada viene annesso a Onomichi.
- 1º marzo 1954, i villaggi di Minogo, Kinoshō e Harada vengono fusi a Onomichi.
- 1º febbraio 1955, i villaggi di Takasu e Nishimura vengono fusi a Onomichi.
- 1º marzo 1955, il villaggio di Momoshima viene annesso a Onomichi.
- 15 luglio 1955, alcuni dei villaggi e Takasu Nishimura vengono trasferiti alla città di Matsunaga (ora Fukuyama).
- 1 ° gennaio 1957, il villaggio di Urasaki viene annesso ad Onomichi.
- 3 marzo 1968, il ponte Onomichi Ohashi (che collega Onomichi e Mukaishima) viene aperto al traffico.
- 1º luglio 1970, la città di Mukaihigashi viene annessa a Onomichi.
- 26 ottobre 1993, apertura della strada-segmento interscambi tra Fukuyama e Nishi-Parma.
- 1º maggio 1999, completa apertura dell'autostrada Shimanami, che collega Honshu (Nishi-scambiatore Setouchi-Onomichi) e Shikoku (Imabari scambiatore).
- 28 marzo 2005, le città e Mitsugi Mukaishima sono fuse in Onomichi.
- 10 gennaio 2006, le città e Innoshima Setoda sono fuse in Onomichi.

## Monumenti
A Onomichi vi sono molti templi (circa 25), perché la città non fu distrutta durante la seconda guerra mondiale, compreso il tempio Senkōji, il tempio Fukuzenji costruito nel 1573, il tempio Saikokuji del IX secolo, il tempio Jōdōji fondato nel 616 e il tempio Kairyūji.
Oltre ai templi e ai jinja, molti edifici risalenti al periodo Taishō attestano la prosperità degli abitanti della città nei primi anni del XX secolo. C'è tra loro l'edificio che una volta ospitava la Banca Onomichi (Onomichi Ginko, oggi Museo Storico di Onomichi) e il luogo in cui c'era l'ex Camera di Commercio (ora museo).
Il parco Senkōji (千光寺公园Senkōji-Koen) è il punto di partenza del percorso della letteratura (文学のこみちBungaku no komichi), in omaggio ai tanti scrittori che hanno soggiornato in città. Nella parte superiore del parco si trova il tempio Senkōji (千光寺), che offre una vista sul mare interno.

## Cultura
L'albero simbolo della città è il Ciliegio giapponese.
Il fiore della città è il fiore di Ciliegio giapponese.
Nella città è ambientata la parte finale del film Viaggio a Tokyo del regista Yasujirō Ozu, il manga Pastel di Toshihiko Kobayashi e l'anime Kamichu! prodotto da Bésame mucho (ベサメムーチョ Besamemūcho) che è il nome d'arte del gruppo formato dal produttore Tomonori Ochikoshi, dal regista Koji Masunari e dallo scrittore Hideyuki Kurata.

## Infrastrutture e trasporti
La città è collegata alle strade:
- 国道2号(strada nazionale 2)
- 国道号184 (strada statale 184)
- 国道号317 (strada statale 317)
- 国道号486 (strada statale 486)

La città è un punto di imbarco per raggiungere l'isola di Shikoku.
La città dispone di 3 stazioni:
- La stazione ferroviaria di Onomichi e la stazione Onomichi Est per i treni normali.
- La nuova stazione Onomichi utilizzata per lo Shinkansen (新尾道駅).

## Economia
I principali settori della città sono:
- costruzione navale;
- agricoltura (agrumi, uva);
- pesca (surimi);
- turismo;
- industria (cristalli liquidi).